# Sisse Marie Welling
Sisse Marie Welling (født 25. februar 1986) er en dansk politiker, der siden 1. januar 2010 har været medlem af Københavns Borgerrepræsentation for Socialistisk Folkeparti..  
Efter Kommunalvalget i 2017, blev Sisse Marie Welling sundheds- og omsorgsborgmester, samt formand for Sundheds- og Omsorgsudvalget, i Københavns Kommune. Ved samme kommunalvalg fik hun 5.254 personlige stemmer. Dette var det tredje højeste personlige stemmetal i Københavns Kommune, efter henholdsvis tidligere overborgmester Frank Jensen (S) og Ninna Hedeager Olsen (Ø), teknik- og miljøborgmester (2018 - 2021).     
I 2016, var Sisse Marie Welling midlertidigt folketingsmedlem, som stedfortræder for partiformand Pia Olsen Dyhr. Siden d. 28. august 2016 har Sisse Marie Welling desuden været SF Københavns politiske leder og spidskandidat til Borgerrepræsentation, en rolle hun overtog efter Ninna Thomsen.

## Karriere og uddannelse
Sisse Marie Welling blev første gang valgt til Københavns Borgerrepræsentation for Socialistisk Folkeparti ved kommunalvalget 2009 med 764 stemmer.  Hun var i perioden 2009 - 2013 budgetordfører for SF, medlem af Økonomiudvalget samt næstformand for Socialudvalget.
Welling opnåede genvalg til Borgerrepræsentationen i 2013 med 1.383 personlige stemmer. I den følgende periode var hun næstformand for Borgerrepræsentationens Beskæftigelses- og integrationsudvalg, medlem af Sundheds- og Omsorgsudvalget samt var ordfører for beskæftigelse og integration, bolig og sundhed og omsorg.
Ved kommunalvalget 2017 fik Sisse Marie Welling 5.254 personlige stemmer og overtog rollen som sundheds- og omsorgsborgmester efter Ninna Thomsen (SF).   
Ved kommunalvalget i 2021 fik Sisse Marie Welling 7.016 personlige stemmer og genvandt posten som sundheds- og omsorgsborgmester.     
Inden Sisse Marie Welling fik borgmesterembede, uddannede hun sig som historiker ved Københavns Universitet. Her afsluttede hun sin kandidat i 2017. Welling har tidligere arbejdet som interviewer v. Vilstrup Analyse, som administrativ/telefonisk medarbejder på Københavns Universitet og senere som fuldmægtig ved Institut for Kunst- og Kulturvidenskab (barselsvikariat).  
Sisse Marie Welling er tidligere medlem af SF Ungdoms landsledelse og har været aktiv i Danske Gymnasieelevers Sammenslutning, hvor hun bl.a. var redaktør for medlemsbladet Pensum. Hun var i sekretariatsmedarbejder i Danske Gymnasieelevers Sammenslutningen i perioden juli 2005 - juli 2006.   

## Baggrund
Sisse Marie Welling er opvokset i Aarhus, og blev student fra Aarhus Statsgymnasium i 2005. Hun flyttede umiddelbart herefter til København. Sisse Marie Welling er bosat på Amager med sin mand, og deres to børn.